# Liste der Baudenkmale in Steimbke
In der Liste der Baudenkmale in Steimbke sind alle Baudenkmale der niedersächsischen Gemeinde Steimbke aufgelistet. Die Quelle der Baudenkmale ist der Denkmalatlas Niedersachsen. Der Stand der Liste ist der 10. April 2021.

## Allgemein
In den Spalten befinden sich folgende Informationen:
- Lage: die Adresse des Baudenkmales und die geographischen Koordinaten. Kartenansicht, um Koordinaten zu setzen. In der Kartenansicht sind Baudenkmale ohne Koordinaten mit einem roten Marker dargestellt und können in der Karte gesetzt werden. Baudenkmale ohne Bild sind mit einem blauen Marker gekennzeichnet, Baudenkmale mit Bild mit einem grünen Marker.
- Bezeichnung: Bezeichnung des Baudenkmales
- Beschreibung: die Beschreibung des Baudenkmales. Unter § 3 Abs. 2 NDSchG werden Einzeldenkmale und unter § 3 Abs. 3 NDSchG Gruppen baulicher Anlagen und deren Bestandteile ausgewiesen.
- ID: die Objekt-ID des Baudenkmales
- Bild: ein Bild des Baudenkmales, ggf. zusätzlich mit einem Link zu weiteren Fotos des Baudenkmals im Medienarchiv Wikimedia Commons. Wenn man auf das Kamerasymbol klickt, können Fotos zu Baudenkmalen aus dieser Liste hochgeladen werden:

## Steimbke

### Gruppe baulicher Anlagen

#### Gruppe: Kirche Steimbke
Die Gruppe „Kirche Steimbke“ hat die ID 31036648.

| Lage                                      | Bezeichnung    | Beschreibung | ID       | Bild           |
| ----------------------------------------- | -------------- | --- | -------- | -------------- |
| Kirchstraße 52° 39′ 25″ N, 9° 23′ 24″ O   | Kirche         | Der Bau der Kirche St. Dionysius erfolgte im 13. Jahrhundert. Einige Grabsteine an der Kirche stammen aus dem 17. und 18. Jahrhundert. | 31064261 | Weitere Bilder |
| Kirchstraße 52° 39′ 25″ N, 9° 23′ 24″ O   | Friedhof       | Der Kirchhof mit seinem alten Baumbestand umgibt die mittelalterliche St. Dionysius-Kirche und ist teils durch Hecken, teils durch niedrige Bruchsteinmauern eingefriedet. Der nordöstliche Erweiterungsteil ist durch eine mittige Hauptachse erschlossen, im südlichen Eingangsbereich erinnert eine Kriegsgräberstätte an die Toten beider Weltkriege. | 31064244 | Weitere Bilder |
| Kirchstraße 52° 39′ 24″ N, 9° 23′ 23″ O   | Kriegerdenkmal | Kleiner hausähnlicher Ziegelbau | 31064227 |                |
| Kirchstraße 3 52° 39′ 23″ N, 9° 23′ 21″ O | Pfarrhaus      | Um 1900 erbauter zweigeschossiger massiver Ziegelbau mit schlichtem gotisierenden Dekor. | 31064281 |                |

### Einzelbaudenkmale
| Lage                                          | Bezeichnung              | Beschreibung | ID       | Bild |
| --------------------------------------------- | ------------------------ | --- | -------- | ---- |
| Hauptstraße 36 52° 39′ 23″ N, 9° 23′ 9″ O     | Wohn-/Wirtschaftsgebäude | Hallenhaus aus der zweiten Hälfte des 18. Jahrhunderts.                                                                      | 31064186 |      |
| Hohe Straße 1 52° 39′ 22″ N, 9° 23′ 7″ O      | Wohn-/Wirtschaftsgebäude | 1830 errichteter Vierständerbau in Ziegelfachwerk, der 1983 zu Wohnzwecken ausgebaut wurde.                                  | 31064207 |      |
| Stöckser Straße 6 52° 39′ 15″ N, 9° 23′ 17″ O | Wohn-/Wirtschaftsgebäude | Um 1890 als Vierständerhallenhaus errichteter Fachwerkbau mit Ziegelausfachung unter einem Halbwalmdach in S-Pfannendeckung. | 31064301 |      |
| Wendener Straße 58 52° 39′ 5″ N, 9° 23′ 26″ O | Mühle                    | 1912 als zweieinhalbgeschossiger Ziegelbau errichtete Motormühle, die 1928 umgebaut wurde.                                   | 31064322 |      |

## Lichtenhorst

### Gruppe: Lichtenhorster Friedhof
Die Gruppe „Kirche“ hat die ID 31036662.

| Lage                                               | Bezeichnung | Beschreibung | ID       | Bild           |
| -------------------------------------------------- | ----------- | --- | -------- | -------------- |
| Rodewalder Straße/L 192 52° 43′ 5″ N, 9° 24′ 53″ O | Friedhof    | Bedeutender Friedhof der politischen Geschichte mit Grabsteinen von Polen und Russen. Die Datierungen zeigen die Jahre 1942 bis 1945 und 1918, teilweise kyrillische Beschriftungen. | 31064077 | Weitere Bilder |

## Sonnenborstel

### Einzelbaudenkmale
| Lage                                       | Bezeichnung                               | Beschreibung | ID       | Bild |
| ------------------------------------------ | ----------------------------------------- | --- | -------- | ---- |
| Dorfstraße/K51 52° 40′ 47″ N, 9° 19′ 26″ O | Kriegerdenkmal mit umgebenden Baumbestand | Denkmal in Pyramidenform aus Naturstein zum Gedenken an die Gefallenen des Ersten und Zweiten Weltkrieges. | 31064094 |      |
| Dorfstraße 8 52° 40′ 44″ N, 9° 19′ 32″ O   | Scheune                                   | Anfang des 18. Jahrhunderts errichteter Fachwerkbau mit Ziegelausfachung unter einem Halbwalmdach in S-Pfannendeckung. Die seitliche Längsdurchfahrt ist zum Teil verändert. Im Gefüge wurden weitere Zwischenständer hinzugefügt. | 31064115 |      |
| Dorfstraße 19 52° 40′ 47″ N, 9° 19′ 35″ O  | Wohn-/Wirtschaftsgebäude mit Anbau        | Vierständer-Hallenhaus aus der Zeit um 1900 in massiver Ziegelbauweise unter einem Halbwalmdach in Falzziegeldeckung. | 31064162 |      |

## Wendenborstel

### Einzelbaudenkmale
| Lage                                                    | Bezeichnung             | Beschreibung | ID       | Bild |
| ------------------------------------------------------- | ----------------------- | --- | -------- | ---- |
| Am Dobben 23 52° 38′ 44″ N, 9° 26′ 21″ O                | Kapelle mit Einfriedung | Um 1881 errichtete Backsteinkapelle mit Dachreiter. | 41395467 |      |
| Bundesstraße 214 (km 17,317) 52° 39′ 4″ N, 9° 26′ 45″ O | Grenzstein              | Der Grenzstein weist einen quadratischen Querschnitt mit parallelen vertikalen Kanten auf, dessen Flachdach scharriert ist, und repräsentiert die historische Kreisgrenze der ehemaligen Kreise Neustadt und Nienburg. | 31064344 | BW   |